# Soziales Gebilde
Soziales Gebilde ist ein Begriff der Soziologie, der in der ersten Hälfte des 20. Jahrhunderts in der Beziehungslehre von Leopold von Wiese geprägt wurde. Der Ausdruck bezeichnet eine sinnlich nicht wahrnehmbare, die Realität beeinflussende Mehrzahl von miteinander verbundenen sozialen Beziehungen. Diese Beziehungen werden, mit von Wieses Worten, „im täglichen Leben als Einheit“ gedeutet.
Mit der sinkenden Bedeutung der Beziehungslehre ist auch dieser Begriff selten geworden.

### Anwendungen
- J. Zeh: Die deutsche Sprachgemeinschaft in Nordschleswig: ein soziales Gebilde im Wandel. (= Bonner Beiträge zur Soziologie. No. 19). Enke, 1982.
- H. Richter: Kommunikation als Prozeß-Sprache als soziales Gebilde. Zum öffentlichen Sprachgebrauch in der Bundesrepublik Deutschland und in der DDR. (= Sprache der Gegenwart. Band 18). Düsseldorf 1973.
- P. Tlach: Die Unternehmung als soziales Gebilde. In: Industrielle Organisation. 40, 1971, S. 537–541.
- H. Busshoff: Die preußische Volksschule als soziales Gebilde und politischer Bildungsfaktor in der ersten Hälfte des 19. Jahrhunderts. Ein Bericht. In: Geschichte in Wissenschaft und Unterricht. 22(7), 1971.
- K. Nühlen: Das Publikum als soziales Gebilde. (Doctoral dissertation) 1953.
- L. V. Wiese: Das Dorf als soziales Gebilde. München / Leipzig 1928.